# Юрий Любимов
Юрѝй Петро̀вич Любѝмов (на руски: Ю́рий Петро́вич Люби́мов) е руски театрален и оперен режисьор и актьор.
Роден е на 30 септември (17 септември стар стил) 1917 година в Ярославъл в семейството на търговец и учителка, което малко по-късно се премества в Москва. През 1939 година завършва училището при Театър „Евгений Вахтангов“, участва в Зимната война, а през Втората световна война е актьор в трупа, изнасяща представления зад фронта. След войната започва работа в Театър „Евгений Вахтангов“, от 1959 година режисира свои постановки, а през 1964 година създава Театъра на Таганка, който ръководи до 2011 година, с прекъсване през 80-те години, когато живее в изгнание, заради критики към тоталитарния комунистически режим в страната.
Юрий Любимов умира от сърдечна недостатъчност на 5 октомври 2014 година в Москва.